# لاري مارشال
لاري مارشال (بالإنجليزية: Larry Marshall) هو لاعب كرة قدم أمريكية أمريكي، ولد في 2 مارس 1950 في فيلادلفيا في الولايات المتحدة.

## وصلات خارجية
- لاري مارشال على موقع مرجع كرة القدم المحترفة.كوم (الإنجليزية)